# 特別賞
特別賞（とくべつしょう）とは、従来の賞の等級とは別に贈られる賞のこと。一等や特等には該当しないが、選外とするには惜しい技能の持ち主や団体、研究などに贈られる場合が多い。審査員特別賞と呼ばれたり、審査員や創始者などの名前を冠することもある。審査員名がつけられた特別賞は、通常の協議とは別に審査員が独断で決定する例がほとんどである。
文字通り通常の表彰の枠にはまらない人物やことがらに対して特別に設けられる場合が大半だが、逆に開催告知の時点で特別賞を設けている場合もある。その場合、「特別」でありながらもすでに選出されることが決まっているという不可解な状況が発生してしまう。